# 蜘蛛の巣 (ピーター・トレメイン)
『蜘蛛の巣』（くものす、The Spider's Web）は、ピーター・トレメインによるイギリスの推理小説。
修道女フィデルマシリーズの第5作だが、日本では最初に翻訳された。

## あらすじ
マルドウナッハ丘陵の北、山脈に囲まれた谷間の緑深いアラグリンで、族長エベルが殺害される。
殺害現場で犯人が拘束され、事件は単純なものに思われた。ところが、兄王の要請で公正な裁きを下すためにアラグリンへ赴いた、裁判官の資格も持つ弁護士のフィデルマが面会した容疑者の若者・モーエンは、目が見えず、耳も聞こえず、口も聞けない青年だった。
ある証言からモーエンの無実を確信したフィデルマは、事件の真相を突き止めようとするが、新たに殺人事件が発生する。

## 登場人物
フィデルマとエイダルフについては修道女フィデルマシリーズ#主な登場人物を参照。
エベル
アラグリンの族長。思いやり深く、寛大な人物であるとクラン〔一族〕の者たちの人望も厚い族長であった。
メンマ
アラグリンの族長の厩頭（うまやがしら）。貧しい家庭に生まれた自身の境遇に不満を持ち、毎日のように呪っている。
アルフー
17歳になったばかりのアラグリンの農民。マードナットと農場の権利を巡って訴訟を起こし、フィデルマによって有利な判決を下される。
スコー
アルフーの許嫁。16歳。
マードナット
アルフーの親戚（アルフーの母の従兄）。ブラック・マーシュの農場主。アルフーの母の死後、農場の権利を主張し、アルフーを奴隷のように扱った。
ゴルマーン神父
アラグリンの砦〔ラー〕の中のキル・ウールド礼拝堂の司祭。リス・ヴォールで教育を受けた、キリスト教の神父。20年以上アラグリンで暮らしている。狂信的なローマ教会の信奉者。
ダバーン
エベルの護衛隊の指揮官。
モーエン
エベルの殺害現場で短剣を手にし、血まみれの状態で捕らえられた若者。盲目で聾唖。
ブレッサル
アラグリンへ向かう山中にある宿泊所（ホステル）の主人。
クローン
エベルの娘。アラグリンの族長のタニスト〔後継予定者〕。
テイファ
エベルの姉、クローンの伯母。モーエンの育ての親。エベルの遺体発見後、刺殺体で発見される。
クラナット
エベルの妻。かつて小王国を形成していたデイシ一族の血を引いている。娘がタニストになることを望んでいなかった。
ディグナット
族長の館の家政取締役の老女。
グレラ
召使いの若い娘。
クリーターン
護衛隊の一員。自惚れ屋。
ガドラ
アラグリンの森の隠者。ドゥルイド〔高度の知識を有し、預言者、詩人、医者など様々な職種で活躍する、古代ケルト社会における〈叡智の人〉〕。